# A Holtak Szószólója (regény)
A Holtak Szószólója egy háborús, antropológiai sci-fi regény, amit Orson Scott Card írt 1986-ban. A cselekmény az előző rész után 3000 évvel veszi fel a fonalat, miután Andrew „Ender” Wiggin tudtán kívül elpusztít egy értelmes, idegen fajt, ám a faj utolsó képviselőjét megtalálja és beutazza vele a világűrt, hogy otthont találjon neki. Közben az emberiség felfedez egy eddig ismeretlen, merőben új civilizációt, a „malackákat”. Mikor Ender erre a bolygóra érkezik, már küszöbön áll a háború, amit a malackák okoztak két tudós megölésével.
A könyv 1986-ban Nebula-díjat, 1987-ben Hugo és Locus-díjat nyert.

## A könyv története
A könyv eredeti elképzelése, hogy legyen a „halottaknak egy szószólója”, az író a halállal és a temetésekkel való tapasztalataiból ered. Ugyanis a szerző mélyen elítélte azt, hogy a temetéseken pozitív irányba átértékeljük a halottakat, és a valóságtól elrugaszkodó történeteket kapcsolunk hozzájuk, ezzel „gyakorlatilag ismét megöljük őket”. Az íróra a könyv megírásában nagy hatást gyakorolt az antropológiai sci-fi műfaja, melyben tudósok idegen fajokat és kultúrákat tanulmányoznak. Később a szerző a temetési szónoklatot inkább énekre változtatta, így a „halál dalnoka” lett volna jelen a történetben. Ekkor az írót felesége, Kristine figyelmeztette, hogy az emberek könnyen beskatulyázhatják, mivel az írónak akkor nemrég két zenéhez kapcsolódó könyve is megjelent. Ennek hatására az író úgy döntött, hogy egyetlen díjazott, nem a zenéhez kapcsolódó novellájának, a Végjátéknak főszereplőjére, Andreew „Ender” Wigginre építi fel a történetet. 1983 tavaszára az író felismerte, hogy a történet akkori formájában megírhatatlan, mivel a Végjáték megírásakor nem foglalkozott a történet lezárásával. Az író az Amerikai Könyvkereskedők Szövetségének dallasi konferenciáján találkozott a (könyvet később kiadó) Tor Books-ot képviselő Tom Doherty-vel, akivel megegyeztek a Végjáték regényváltozatának kiadásáról, aminek végén a szerző beírta, hogy Ender miképp lett Szószóló. Az év decemberében az író nekiállt a Végjáték regényváltozatának és pár heti munka után be is fejezte. 
Ezután elkezdett dolgozni A Holtak Szószólóján, ám többszöri nekifutásra sem sikerült neki a könyv megírása, több száz oldalnyi „használhatatlan” anyag után az író a következő kísérletben már Novinha karakterével kezdte (aki az eredeti tervezetben nem is szerepelt), majd megszületett Pipo és Libo alakja, ám a 200 oldalas történetet nem sikerült befejeznie. Az író barátja, Gregg Keizer az 1985-ös New York-i Nebula díjátadón hívta fel a szerző figyelmét arra, hogy nem tudja megkülönböztetni Novinha gyermekeit, ami annak következménye volt, hogy a karakterek nem voltak még elég kiforrottak. Ekkor látta el őket az író különböző, közvetlen és egyértelmű jellemzőkkel, majd megszületett Jane karaktere is, hogy élettel töltse meg Ender karakterét. A könyv befejeztére Jane az egyik központi karakterré fejlődött, a következő rész, a Fajirtás pedig nagyrészt köré összpontosul. Bár a könyv egykötetes regénynek indult, végül is a sorozat második kötete lett.

## Magyarul
- Végjáték. A holtak szószólója; ford. Szántai Zsolt; Valhalla Páholy, Bp., 1994
- A holtak szószólója. Végjáték 2; ford. Körmendi Ágnes; Unio Mystica, Bp., 2014

## Díjak, elismerések
- 1986: Nebula-díj, regény kategóriában, megnyerte.
- 1987: Hugo-díj, regény kategóriában, megnyerte.
- 1987: Locus-díj, sci-fi regények kategóriában, megnyerte
- 1987: John W. Campbell Emlékdíj a legjobb science fiction regényért, nem nyerte meg
- 1989: Kurd-Laßwitz-díj, legjobb külföldi regény kategóriában, megnyerte